# Quadrimotor
Um quadrimotor é uma aeronave impulsionada por quatro motores, geralmente fixados nas asas. Alguns quadrijatos possuem os motores fixados nos cones de cauda, como o Vickers VC-10 e o Lockheed JetStar.
Os fabricantes de aeronaves quadrimotoras estão dispensados da exigência de certificação ETOPS para a posterior operação das aeronaves quadrimotoras sobre oceanos, desertos e florestas, mas a cada dia que passa os operadores de aeronaves (companhias aéreas e taxis aéreos) dão mais preferência a aeronaves bimotoras, principalmente em razão da redução de complexidade e redução de custos operacionais quando fazem a opção por aeronaves bimotoras.
Entre as poucas exceções a isso está o Airbus A380, aeronave moderna e eficiente, oferecida pela Airbus a grandes operadores.
No caso da aeronave possuir quatro motores a jato, pode-se chamá-la também de quadrijato ou quadrirreator.

## Exemplos de quadrimotores
- Boeing 747
- Boeing 707
- Airbus A340
- Airbus A380
- Airbus A400M
- Douglas DC-8
- Lockheed C-141 Starlifter
- Lockheed C-5 Galaxy
- Lockheed C-130 Hercules
- Aerospatiale / BAC Concorde
- Antonov An-22
- Antonov An-124
- Convair B-58 Hustler
- Rockwell B-1 Lancer
- Northrop Grumman B-2 Spirit
- Ilyushin Il-18
- Ilyushin Il-38
- Ilyushin Il-62
- Ilyushin Il-76
- Ilyushin Il-78
- Ilyushin Il-86
- Ilyushin Il-96
- Tupolev Tu-4
- Tupolev Tu-95
- Tupolev Tu-114
- Tupolev Tu-144
- Tupolev Tu-160
- Boeing B-17
- Boeing B-29
- Avro Lancaster
- Avro Vulcan
- Handley Page Halifax
- Handley Page Victor
- Vickers Valiant
- Vickers VC-10
- Focke-Wulf Fw 200

## Galeria

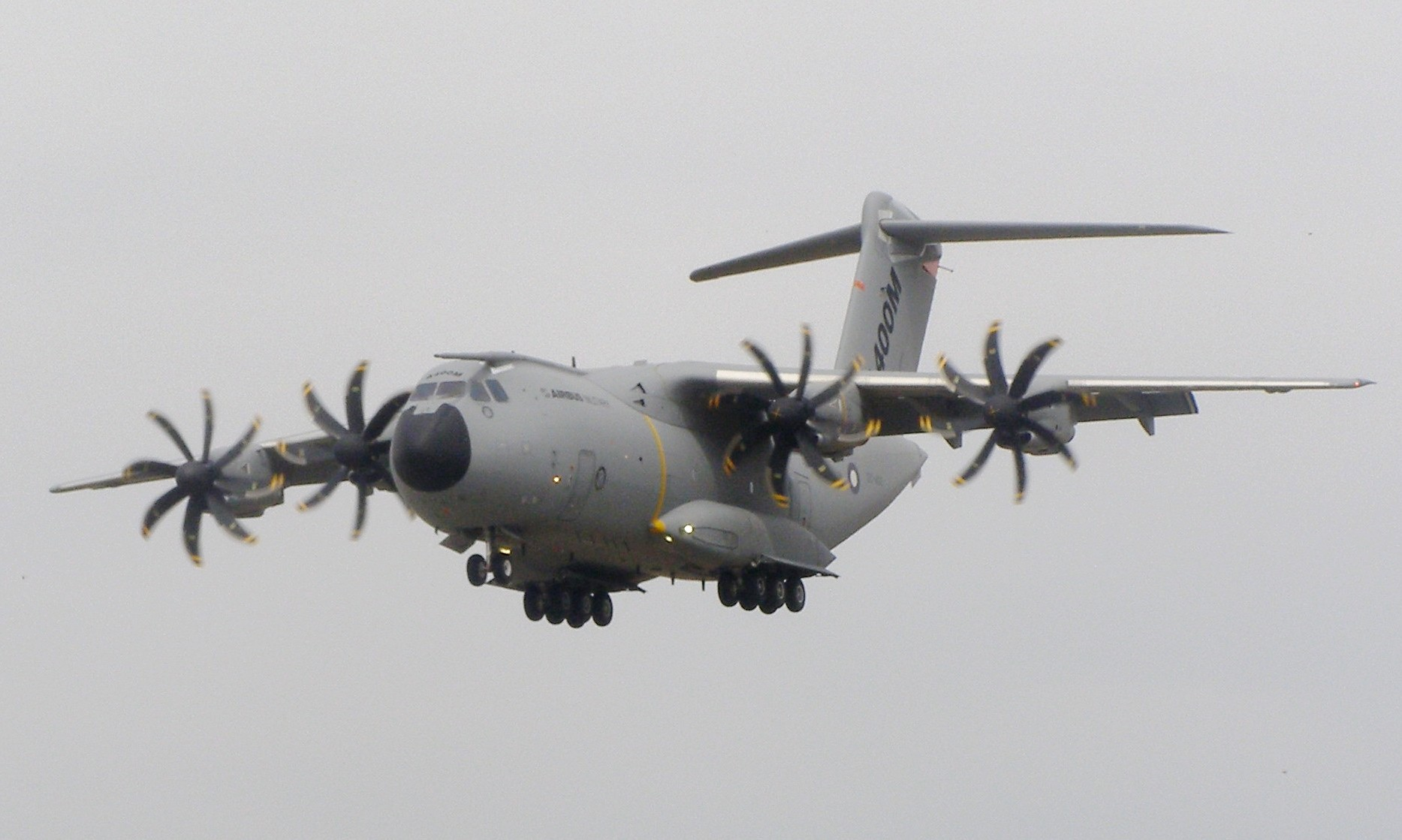
Airbus A400M
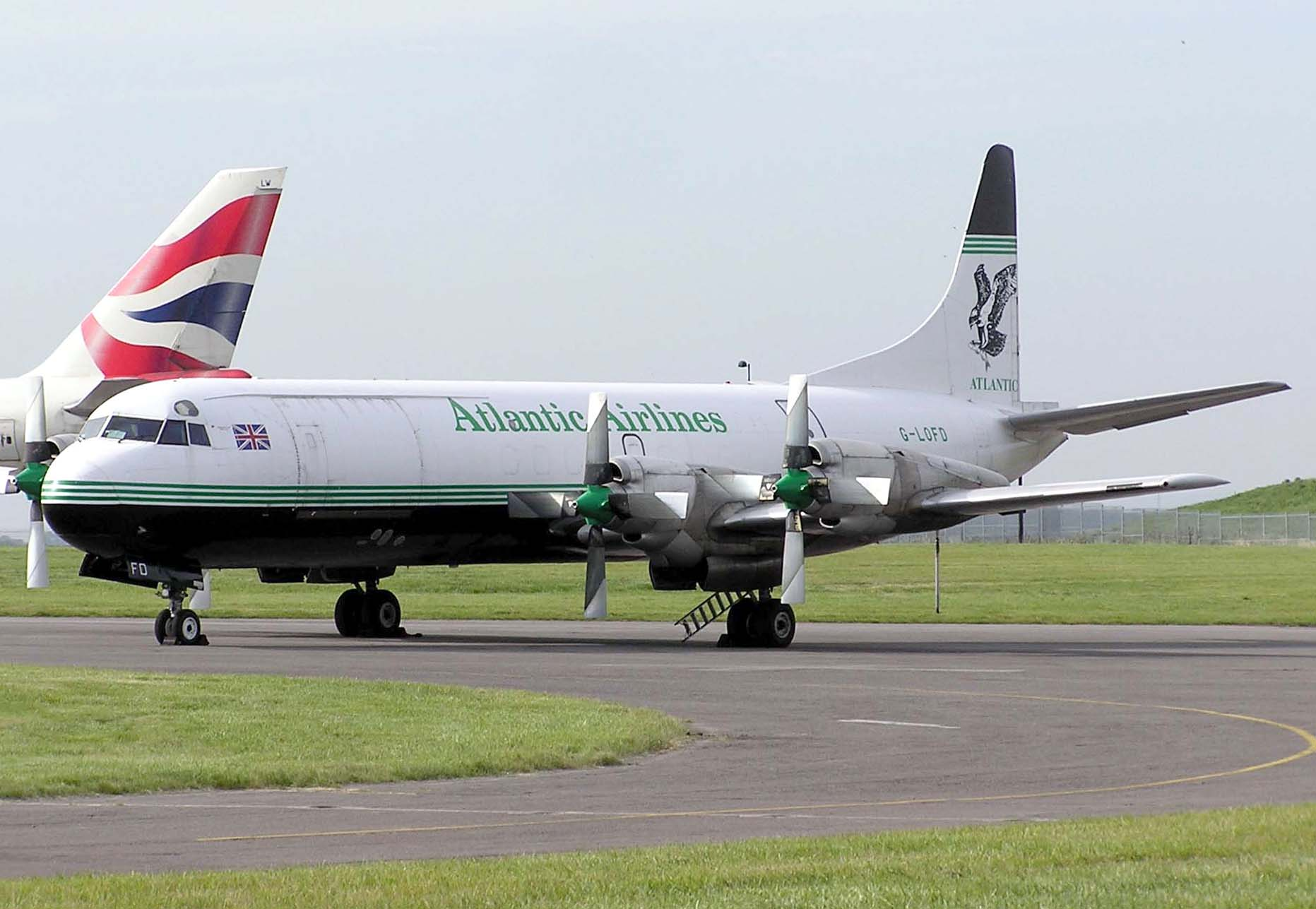
Lockheed L-188 Electra
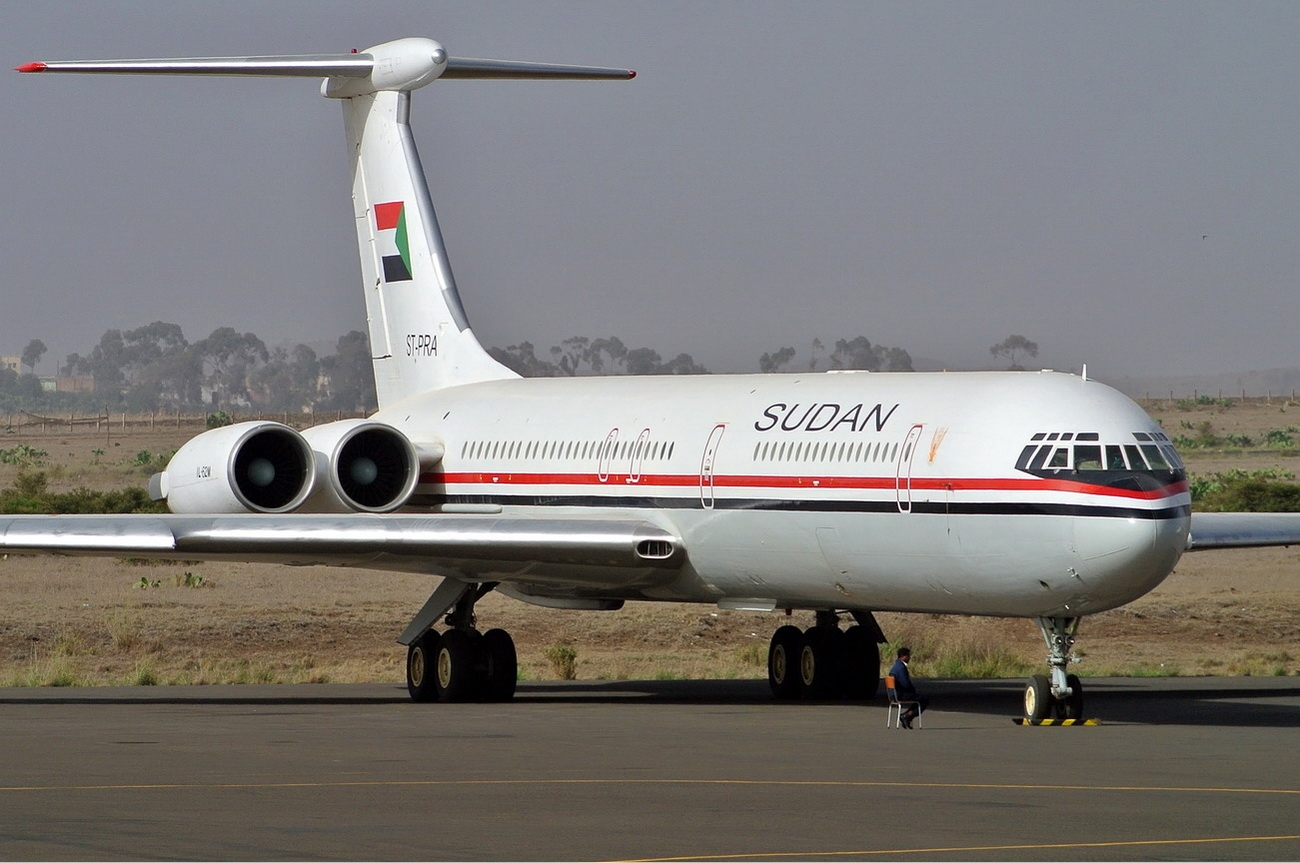
Ilyushin Il-62
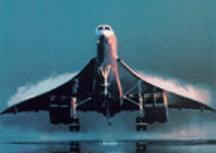
Concorde
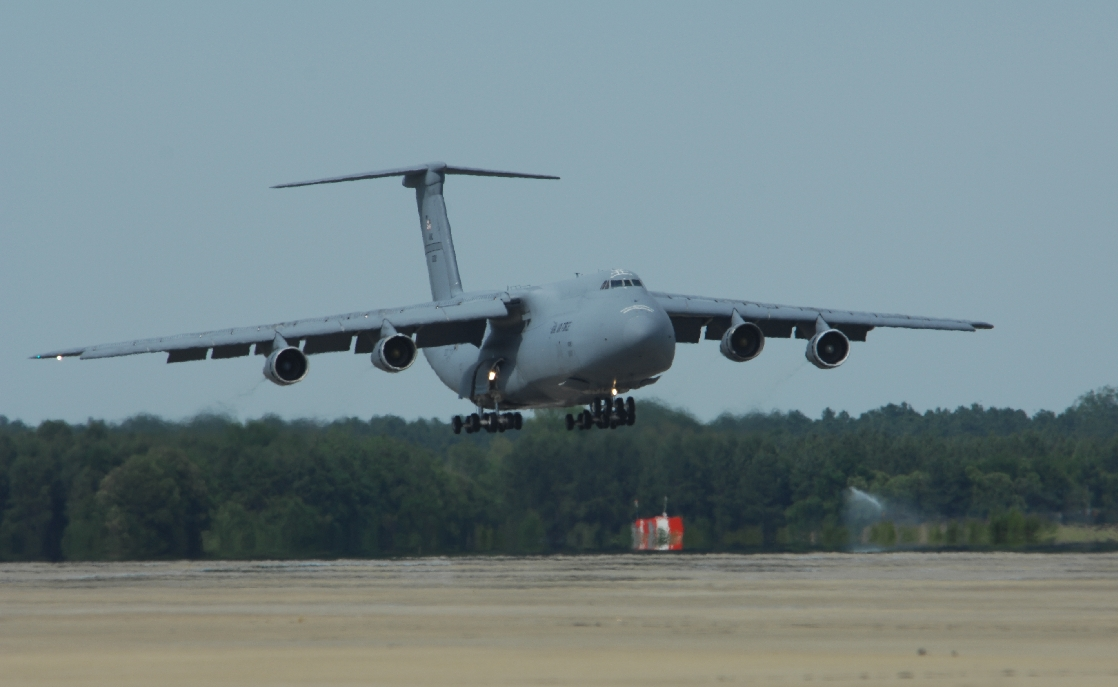
Lockheed C-5 Galaxy
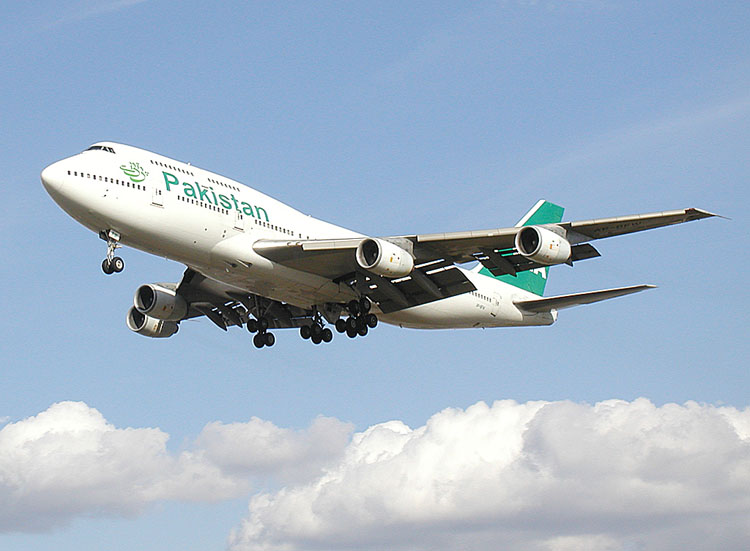
Boeing 747